# Харківське (селище)
Ха́рківське — селище Амвросіївської міської громади Донецького району Донецької області, Україна. Населення становить 278 осіб.

## Загальні відомості
Відстань до райцентру становить близько 9 км і проходить автошляхом місцевого значення.
Унаслідок російської військової агресії із серпня 2014 р. Харківське перебуває на території ОРДЛО.

## Населення
За даними перепису 2001 року населення селища становило 278 осіб, із них 10,43 % зазначили рідною мову українську та 89,57 % — російську.